# کریس کونتوس
کریس کونتوس (انگلیسی: Chris Kontos؛ زادهٔ ۱۰ دسامبر ۱۹۶۳) بازیکن هاکی روی یخ اهل کانادا است.
از باشگاه‌هایی که در آن بازی کرده‌است می‌توان به تمپا بی لایتنینگ و نیویورک رنجرز اشاره کرد.